# Stanisław Szepetys
Stanisław Szepetys (ur. 25 sierpnia 1879 w Telechowie, powiat piński, zm. 15 kwietnia 1933 w Toruniu) – polski inżynier kolejnictwa, działacz społeczny.

## Życiorys
Pochodził z Litwy, z rodziny wyznania ewangelicko-reformowanego, był synem Mariana i Marii z Majerów. Obok polskiego znał języki litewski, łotewski, niemiecki i rosyjski. Nauki pobierał na Łotwie i w Rosji (w Petersburgu), a studia ukończył w Instytucie Politechnicznym im. Aleksandra II w Kijowie z dyplomem inżyniera technologa. W czasie studiów działał w polskim środowisku akademickim, opiekując się Polską Biblioteką Techniczną Studencką w Kijowie. W latach przedwojennych i wojennych pracował w rosyjskich Południowo-Zachodnich Kolejach kolejno jako maszynista, pomocnik naczelnika parowozowni, wreszcie rewizor gospodarki wagonowej i naczelnik eksploatacji. W styczniu 1919 przeszedł do służby w Polskich Kolejach Państwowych. Dla Warszawskiej Dyrekcji Kolei Państwowych opracował plan gospodarki wagonowej, następnie powierzono mu obowiązki inspektora i rewizora ruchu w Siedlcach. W styczniu 1920 został skierowany na Pomorze i z ramienia Ministerstwa Kolei Żelaznych przejmował koleje od Niemców w Działdowie. Od stycznia 1921 był zawodowo związany z Dyrekcją Kolei Państwowych w Gdańsku; był kierownikiem, a następnie naczelnikiem (1921–1925) Urzędu Maszynowego w Grudziądzu, a 1 czerwca 1925 objął funkcję naczelnika Oddziału Mechanicznego dyrekcji gdańskiej z siedzibą w Toruniu.
Pracę zawodową, szczególnie w latach spędzonych w Toruniu, udanie łączył z aktywnością w szeregu organizacji społecznych, przede wszystkim tych organizacji, które stawiały sobie zadania obrony suwerenności i granic młodego państwa polskiego. W kwietniu 1926 znalazł się w zarządzie pomorskiego oddziału Ligi Obrony Powietrznej i Przeciwgazowej, potem był prezesem struktur wojewódzkich Ligi (do 1929), wiceprezesem i przewodniczącym wydziału finansowego. Prezesował Pomorskiemu Okręgowi Związku Strzeleckiego oraz komitetowi na miasto Toruń Bezpartyjnego Bloku Współpracy z Rządem. Działał w Stowarzyszeniu Byłych Więźniów Politycznych (był wiceprezesem Koła Pomorskiego). Był sekretarzem toruńskiego Związku Filatelistów. 
Przez ostatnie osiem lat życia mieszkał w Toruniu, najpierw przy Placu 18 Stycznia, potem przy ulicy Warszawskiej. Jego aktywności zawodowej i społecznej nie ograniczała długa, poważna choroba. Zmarł 15 kwietnia 1933 i pochowany został na Cmentarzu Garnizonowym przy ulicy Grudziądzkiej w Toruniu.
Był żonaty z Wiktorią z Sopoćków, miał córkę Halinę, zamężną Krzeszowską (przybrane nazwisko Orlińska, 1905–1977), uczestniczkę konspiracji w okresie II wojny światowej.

## Ordery i odznaczenia
- Złoty Krzyż Zasługi (pośmiertnie, 13 maja 1933)[2]